# فيسيدينز اوسامباريكوس
طحالب فيسيدينز اوسامباريكوس Fissidens usambaricus هو نوع من الطحالب ينتمي إلى عائلة Fissidentaceae. ومن المعروف من أفريقيا جنوب الصحراء الكبرى . في أنغولا ، تم الإبلاغ عن نموه في الغابات المطيرة في الأراضي المنخفضة.